# Хусинское восстание
Хусинское восстание (сербохорв. Хусинска буна, Husinska buna) — противостояние шахтёров рудника «Крека» и вооружённых представителей власти, произошедшее во время генеральной забастовки шахтёров Боснии и Герцеговины 21—28 декабря 1920 года. Восстание получило своё название по шахтёрскому селу Хусино, расположенному рядом с городом Тузла.

## Ход событий
Забастовка началась после нарушения властями подписанного соглашения о размере заработной платы, однако была объявлена правительством подрывной деятельностью. В забастовке, проходившей под руководством Коммунистической партии Югославии и Союза шахтёров во главе с участником Октябрьской революции Митаром Трифуновичем, приняло участие около 7000 рабочих.
Семьи шахтёров Креки, а также селений Бреза, Тузла и Зеница, были выселены из государственного жилья, а сами шахтёры мобилизованы. Более 300 выселенных из Креки шахтёров, главным образом словенцев, присоединилось к забастовочному комитету в Хусине и других сёлах тузлинского района. Их сопротивление войскам, жандармерии и народной гвардии, пытавшимся изгнать пришлых шахтёров и заставить работать местных, 28 декабря 1920 года привело к кровавой расправе с восставшими. В результате силовой акции было убито семь шахтёров и крестьян, свыше десяти было ранено. 400 поддержавших восстание жителей было арестовано. Жестокая расправа полиции и жандармерии с восставшими шахтёрами Боснии и Герцеговины вызвала возмущение и акции протеста шахтёров по всей стране.

### Судебный процесс
Через тринадцать месяцев, в январе и феврале 1922 года, в Тузле состоялся большой судебный процесс над участниками восстания. Обвинительный акт коснулся 350 шахтёров: Юре Керошевич за убийство жандарма был приговорён к смертной казни через повешение, 10 шахтёров получили сроки от одного до 15 месяцев лишения свободы.
Приговор вызвал акции протеста в Югославии и за рубежом, в результате чего приговор Кершевичу был заменён на 20 лет лишения свободы.

## Память
- В Хусине установлен памятник — фигура шахтёра с поднятой вверх винтовкой — рядом с которым похоронены участники восстания и партизаны хусинского отряда.
- В 1980 году Сараевским телевидением была снята драма «Хусинское восстание».
- Восстание упомянуто в популярной югославской песне «Конюх планином», посвящённой партизану Пейе Марковичу, погибшему в 1944 году. Маркович был членом хусинского партизанского отряда, в значительной мере состоявшего из шахтёров — участников восстания. Музыка к песне взята из русской мелодии.
- Название «Хусинска буна» носила казарма в Тузле, из которой 15 мая 1992 года вышла колонна 92-й моторизованной бригады Югославской народной армии, покидавшая город по соглашению между Сербской Республикой и Боснией и Герцеговиной. Колонна была атакована и уничтожена боснийскими мусульманами. Расстрел «тузлинской колонны» считается одним из важнейших эпизодов начала Боснийской войны, приведших к эскалации конфликта.